# Solar Decathlon

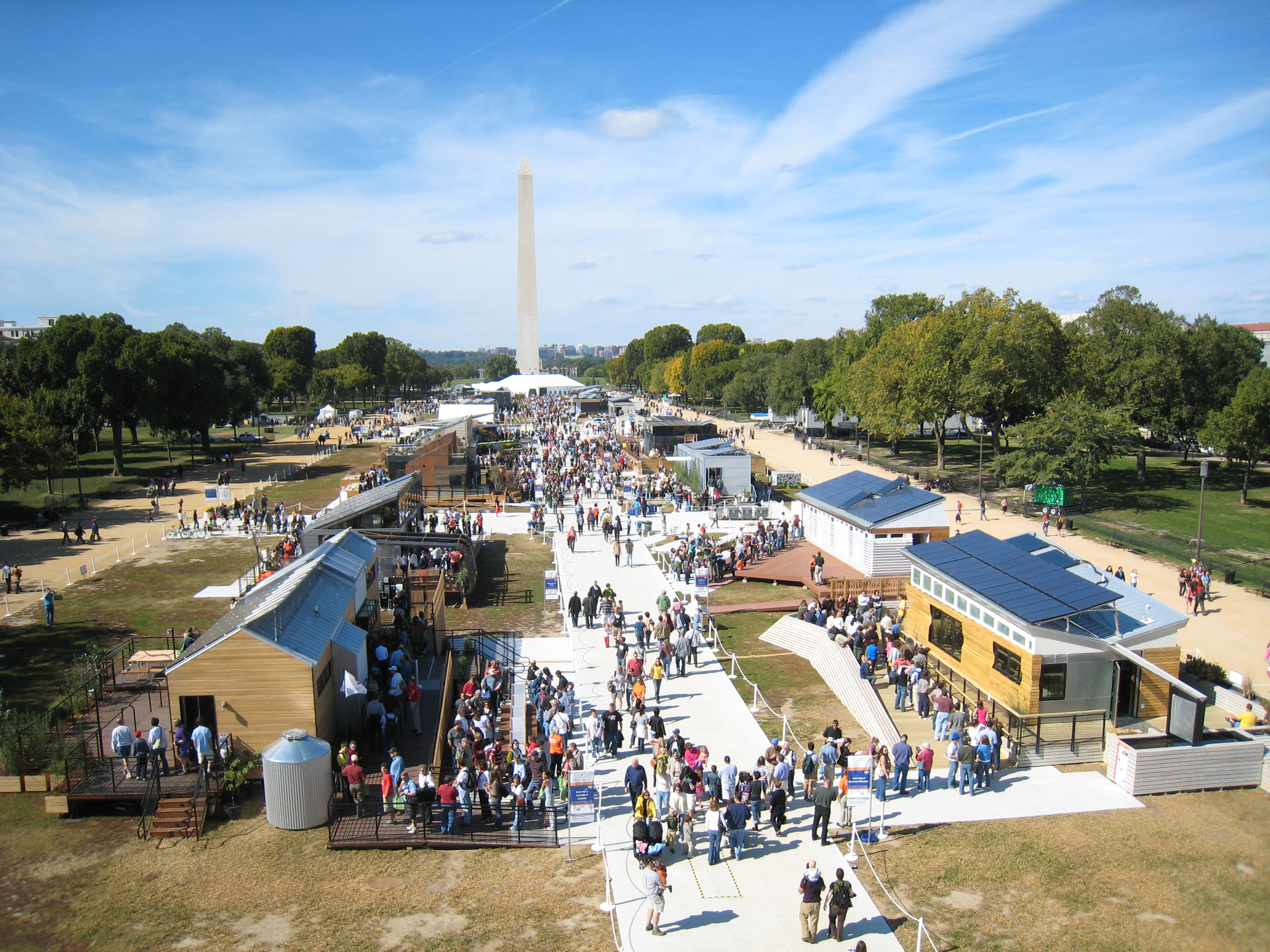
Solar Decathlon de 2009 en Washington D. C..

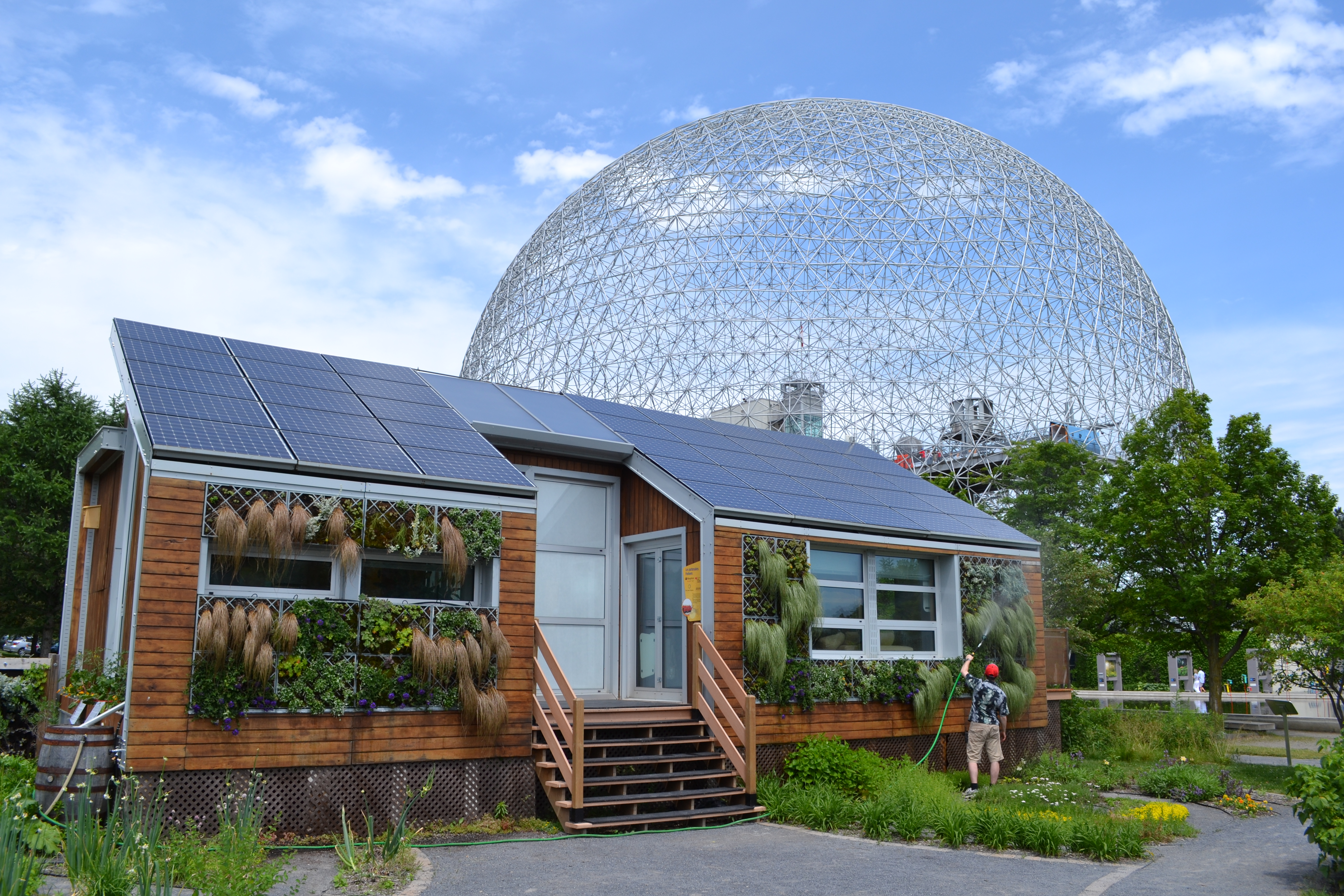
Casa solar ecológica, situada en la isla Santa Helena (Montreal, Canadá). Fue diseñada por estudiantes de la Universidad de Montreal y la Escuela de Tecnología Superior en el marco de la competición internacional Solar Decathlon.

El Solar Decathlon es un concurso internacional de arquitectura e ingeniería patrocinado por el Departamento de Energía de los Estados Unidos y el Laboratorio Nacional de Energías Renovables (NREL). Al mismo se pueden presentar universidades de todo el mundo. Las universidades participantes deben construir una casa abastecida completamente por energía solar y mantenerla operativa durante una semana en el National Mall de Washington D. C. a principios de otoño.

## Características
El nombre proviene de las 10 pruebas puntuables que deben superar las casas para imponerse a las demás (normas de la tercera edición):
1. Arquitectura. Evaluación por un jurado de la casa y de los diseños: 200 puntos
2. Ingeniería. Evaluación por un jurado de los sistemas y el análisis energético: 150 puntos
3. Capacidad comercial. Evaluación por un jurado de la capacidad comercial y el análisis económico. Evaluación de un organizador de la conformidad con las reglas y normas del concurso: 150 puntos
4. Comunicación. Evaluación por un jurado de la página web del equipo y las visitas a la casa: 100 puntos
5. Confort. Evaluación objetiva y subjetiva de la temperatura (entre 22 y 24 °C) y la humedad (40 y 55% de humedad relativa): 100 puntos
6. Funcionamiento de electrodomésticos. Evaluación objetiva de lavado de ropa (llegando a 43,3 °C), secado de ropa, preparación de la cena, temperatura del frigorífico (entre 1,1 y 4,4 °C), temperatura del congelador (entre -29 y -15 °C), funcionamiento de TV y vídeo 6 horas al día, funcionamiento de un ordenador 8 horas al día: 100 puntos
7. Agua caliente. Calentamiento de 56,8 litros de agua a 43,3 °C, una vez por la mañana y otra por la tarde: 100 puntos
8. Iluminación. Evaluación por un jurado de la iluminación eléctrica y natural de la casa, incluyendo medida de iluminación en la mesa de trabajo de 9 a. m. a 5 p. m.: 100 puntos
9. Balance energético. Medida de la producción eléctrica neta de la casa (debe ser superior a -10 kWh para obtener puntuación): 100 puntos
10. Movilidad. Se trata de hacer la máxima cantidad de kilómetros con un coche eléctrico cuyas baterías se cargan con el sistema fotovoltaico: 100 puntos

Total: 1200 puntos

## Ediciones
El concurso lleva disputadas varias ediciones, en 2002, 2005, 2007, 2009, 2010 y 2011 (actualmente en celebración). A partir de la segunda edición se abrió la participación a universidades no americanas. A partir de la quinta edición (la del año 2010) se comenzaron a celebrar las ediciones fuera de Estados Unidos. La intención es que a partir del año 2014 las ediciones se celebren de forma rotatoria por diferentes países del continente Europeo.

### 2005
En la segunda edición, celebrada en el año 2005, participó por primera vez una universidad no americana, la Universidad Politécnica de Madrid, quedando en el puesto 9.

### 2007
Para la edición de 2007 además de la Universidad Politécnica de Madrid (5° puesto) se sumó la universidad alemana de Darmstadt, ganadora final del concurso.

### 2010
En 2010 se celebra por primera vez, en Madrid, la primera edición del Solar Decathlon Europe (enlace roto disponible en Internet Archive; véase el historial, la primera versión y la última). con la participación de 17 universidades de 3 continentes.

### 2011
La sexta edición se celebró en Washington en septiembre de 2011, concretamente entre los días 23 de septiembre de 2011. Beatriz Corredor, la entonces titular de la Secretaría de Estado de Vivienda y Actuaciones Urbanas de España participó en la inauguración, invitada por el departamento de Energía de Estados Unidos como representante de España, país organizador de las ediciones europeas del concurso en el año anterior 2010 y en el próximo 2012.

### 2012
Se celebró en la ciudad de Madrid, España en la Casa de Campo. con la participación de 20 equipos universitarios de 15 países y cuatro continentes "convirtiéndose en la edición más internacional de todas las celebradas del Solar Decathlon".

### 2015
Se realizó en la ciudad colombiana de Cali desde el 4 de diciembre hasta el 15 del mismo mes. Fue el primero de estos eventos que se realizó en una ciudad de Latinoamérica y el Caribe. Participaron 15 delegaciones que juntaron representantes de 20 universidades de Colombia, Perú, Panamá, Uruguay, México, Estados Unidos, Inglaterra y España. El Decathlon tuvo como sede las instalaciones de la Universidad del Valle. La inversión del evento superó los 7 millones de dólares estadounidenses. La villa solar creada fue habilitada con varias de las casas construidas para la creación de un laboratorio urbano solar, el primero de su tipo en Colombia. La ciudad fue elegida para albergar de nuevo el evento en 2017.